# Pompeius Muscosus
Pompeius Muscosus est un célèbre aurige romain. Il a été déclaré vainqueur de 3 559 courses de chars. Grâce à ces courses, il a gagné environ 79 999 893 sesterces (soit 4,4 M$).